# Вашкевич, Николай Петрович
Николай Петрович Вашкевич (6 августа 1924, Пенза, РСФСР, СССР — 18 января 2018, Пенза, Россия) — советский и российский исследователь в области информационных технологий и вычислительных систем, доктор технических наук, профессор, действительный член Академии информатизации образования, ветеран труда, заслуженный деятель науки и техники РСФСР, профессор кафедры «Вычислительная техника» Пензенского государственного университета.

## Биография
Родился 6 августа 1924 года в Пензе в семье железнодорожного машиниста. Во время Великой Отечественной войны работал учеником токаря и токарем инструментальщиком на авиационном заводе Пензы. Без отрыва от производства окончил 10-й класс средней школы и в 1944 году поступил на вечернее отделение Пензенского индустриального института (ППИ). В 1945 году был переведён на дневное отделение ПИИ, в 1949 году окончил институт с отличием, а в 1953 году окончил аспирантуру МВТУ им. Баумана по специальности «Вычислительная техника».
После окончания аспирантуры стал работать ассистентом кафедры «Математические и счетно-решающие
приборы и устройства» (ныне — кафедра «Вычислительная техника») ПИИ. В 1954 году защитил в МВТУ им. Баумана кандидатскую диссертацию на тему «Исследование устройств, автоматизирующих процесс умножения в вычислительных машинах» и был избран старшим преподавателем, а затем доцентом этой же кафедры.
В 1959 году приказом директора ППИ был назначен, а в 1960 году избран на должность заведующего кафедрой «Вычислительная техника» ПИИ и проработал в этой должности 45 лет (с 1960 по 2004 год). C 2004 по 2018 г.г. Николай Петрович работал в должности профессора этой кафедры.
В 1974 году Н. П. Вашкевич  защитил в ЛЭТИ докторскую диссертацию на тему «Разработка и исследование специализированных вычислительных систем и устройств для автоматизации контроля изделий».
По инициативе Н. П. Вашкевича  на базе ПГУ был создан диссертационный совет по защите докторских диссертаций по направлению «Информатика и вычислительная техника», постоянным членом которого он является.
Областью научных интересов профессора Н. П. Вашкевича являются: методы и средства создания специализированных вычислительных систем и устройств для автоматизации и управления технологическими процессами и объектами; теория и практика проектирования высокопроизводительных вычислительных устройств и систем на основе концепции недетерминизма и параллелизма.
За время работы в вузе подготовил 38 кандидатов и 11 докторов технических наук.
Умер 18 января 2018 года в Пензе на 94-м году жизни.

## Публикации
Опубликовал более 400 научных работ, в том числе 12 монографий, учебников и учебных пособий, изданных в центральных издательствах.

### Монографии и статьи в научных журналах
- Вашкевич Н. П. Малые вычислительные машины / Вашкевич Н. П., Пантелеев С. И., Лебедев А. В. — М.: Издательство АН СССР, 1952.
- Вашкевич Н. П. Основы вычислительной техники / Сергеев Н. П., Вашкевич Н. П.// Издательство «Мир», Москва, 1973, второе переработанное издание, 1998.
- Вашкевич Н. П. Контроль надёжности запоминающих устройств на магнитном барабане / Вашкевич Н. П., Сорокин В. Н. — М.: «Издательство Госинти», 1965.
- Вашкевич Н. П. Надёжность сохранения информации на магнитной ленте / Вашкевич Н. П., Голованов Г. М. — М.: "Издательство «Машиностроение», 1974.
- Вашкевич Н. П. Электромагнитная техника / Вашкевич Н. П., Сергеев Н. П., Чижухин Г. Н. — М.: «Высшая школа», 1975.
- Вашкевич Н. П. Достоинство формального языка, основанного на концепции недетерминизма, при структурной реализации параллельных систем логического управления процессами и ресурсами / Н. П. Вашкевич, Р. А. Бикташев // Известия высших учебных заведений. Поволжский регион. Технические науки. — 2011. — № 1 (17). — С. 3-11.
- Вашкевич Н. П. Облачная платформа для реализации агентно-ориентированных метакомпьютерных систем / Н. П. Вашкевич, C. А. Зинкин, Н. С. Карамышева // Вестник Поволжского государственного технологического университета. Серия: радиотехнические и инфокоммуникационные системы. — 2013. — № 3 (19). — С. 42-54.
- Вашкевич Н. П. Автоматное представление алгоритмов управления параллельными процессами в задаче «писатели — читатели» на основе концепции недетерминизма и механизма монитора / Н. П. Вашкевич, В. И. Волчихин, Р. А. Бикташев // Известия высших учебных заведений. Поволжский регион. Технические науки. — 2015. — № 3 (35). — С. 65-76.

## Награды и звания

### Награды
- Орден «Знак Почета» (1967)[11];
- Медаль «В ознаменование 100-летия со дня рождения Владимира Ильича Ленина»;
- Медаль «За доблестный труд в Великой Отечественной войне 1941—1945 гг.»;
- Юбилейная медаль «Тридцать лет Победы в Великой Отечественной войне 1941—1945 гг.»;
- Юбилейная медаль «Сорок лет Победы в Великой Отечественной войне 1941—1945 гг.»;
- Медаль «Ветеран труда»;
- Юбилейная медаль «50 лет Победы в Великой Отечественной войне 1941—1945 гг.»;
- Юбилейная медаль «60 лет Победы в Великой Отечественной войне 1941—1945 гг.»;
- Юбилейная медаль «65 лет Победы в Великой Отечественной войне 1941—1945 гг.»;
- Юбилейная медаль «70 лет Победы в Великой Отечественной войне 1941—1945 гг.»;
- Медаль ордена «За заслуги перед Пензенской областью» (2014)[12];
- Заслуженный деятель науки и техники РСФСР;
- Почётный знак «За отличные успехи в области высшего образования СССР»;
- Нагрудный знак «Изобретатель СССР»[13].

### Почётные звания
- академик Международной академии информатизации (1994)[14];
- член Академии информатизации образования (1998)[15];
- Почётный профессор Пензенского государственного университета (2013)[16][17].